# Neta S
La Neta S  è una autovettura elettrica prodotta dalla casa automobilistica cinese Neta a partire da luglio 2022.

## Descrizione
Presentata durante il salone di Shanghai nell'aprile 2021, la vettura è stata anticipata dalla concept car Neta Eureka 03; rispetto alla concept, la Neta S riprende l'impostazione generale ma ha un nuovo frontale completamente ridisegnato.
Ad alimentare i motori elettrici ci sono due tagli di batterie, con un'autonomia dichiarata di circa 800 chilometri per il modello base e di 1100 chilometri per quella top di gamma.
La Neta S è dotato di un sistema di assistenza alla guida costituito da 3 lidar, 5 radar a onde millimetriche e 6 telecamere. La parte elettronica della Neta S è stata sviluppata in collaborazione con Huawei.